# Flygvapnets markstridsskola

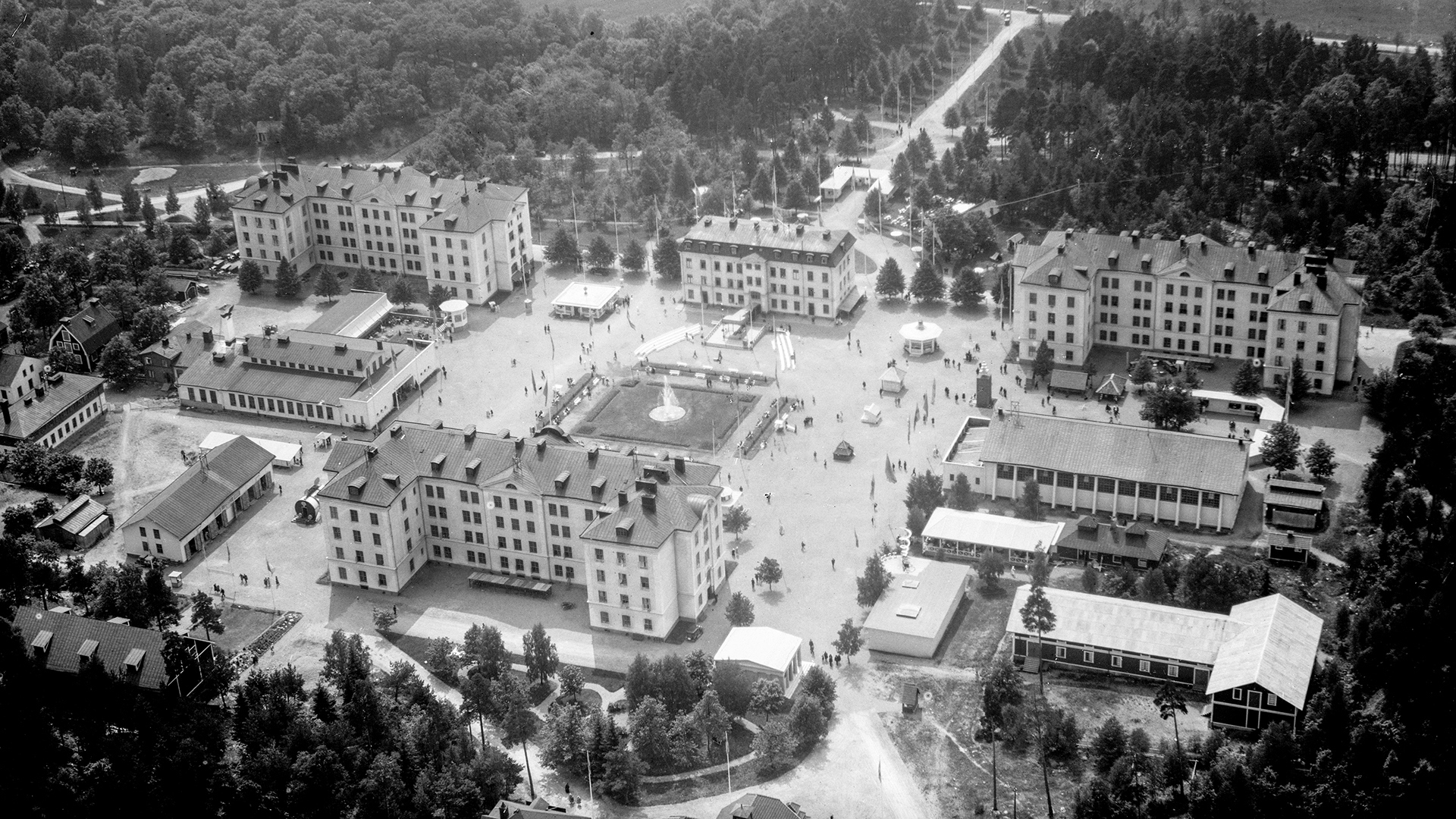
Kasernetablissementet i Västerås, där skolan var förlagd till A-kasernen, till höger om kanslihuset.

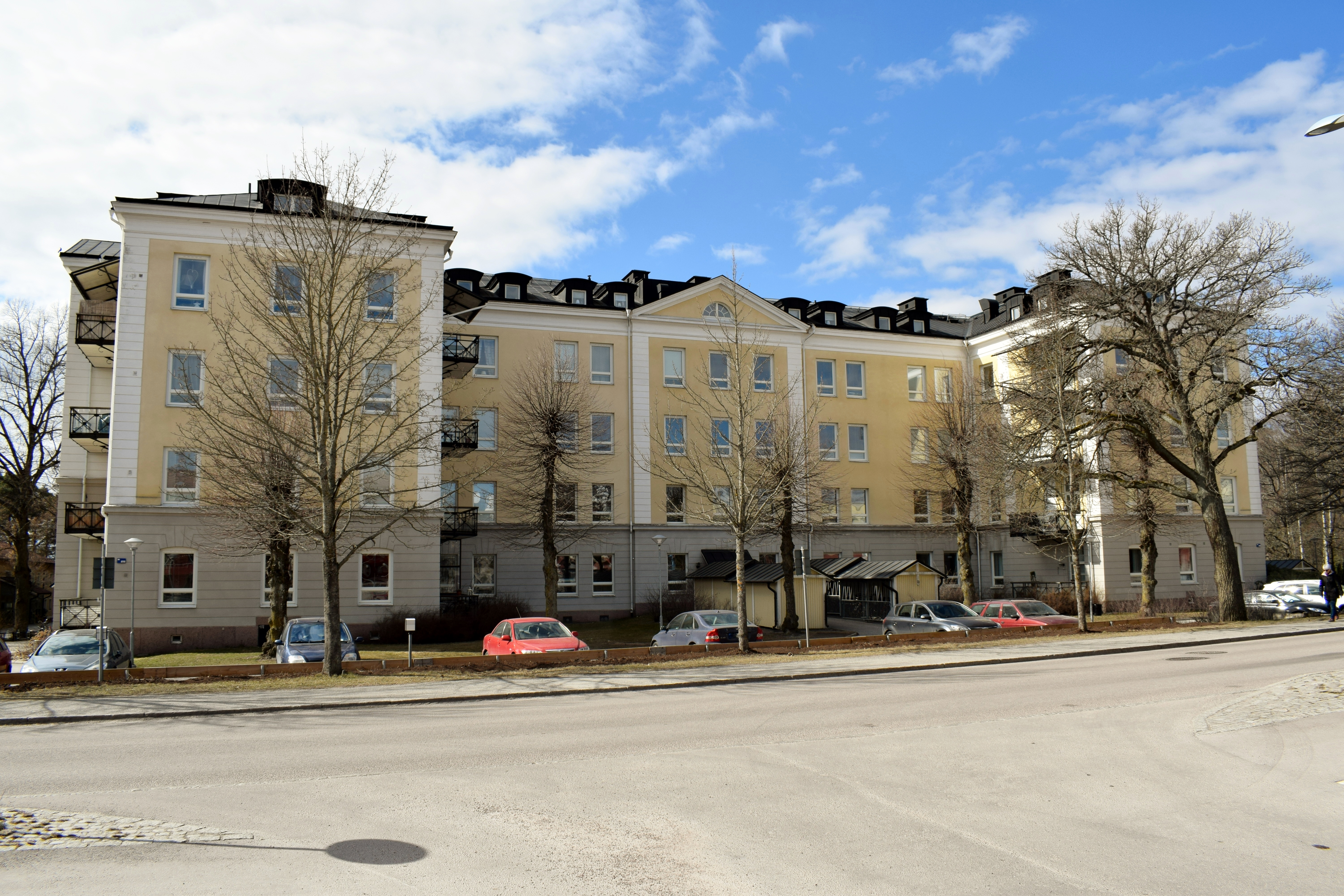
Skolans kasern i Västerås.

Flygvapnets markstridsskola (FMS) var en fack- och funktionsskola för markförbanden inom svenska flygvapnet som verkade i olika former åren 1942–1972. Förbandsledningen var förlagd i Halmstads garnison i Halmstad.

## Historik
Flygvapnets markstridsskola bildades 1942 som Flygvapnets underofficersskola (FUS) vid dåvarande Flygvapnets centrala skolor (FCS) i Västerås garnison. År 1949 omorganiserades skolan till Flygvapnets trupputbildningsskola (FTUS). År 1960 omlokaliserades skolan till Halmstads garnison för att där bli en del av Hallands flygkår (F 14) i Halmstad, där den då antog namnet Flygvapnets markstridsskola (FMS). År 1972 sammanslogs Flygvapnets markstridsskola med Flygvapnets bastjänstskola och bildade Bastjänst- och markstridsskolan, vilken samtidigt underställdes det nya markskoleförbandet Flygvapnets Halmstadsskolor (F 14).

## Verksamhet
Flygvapnets markstridsskola kom under åren att utbilda underofficerare, bas- och markförsvar, samt fältarbete och ABC-försvar.

## Förläggningar och övningsplatser
När skolan bilades 1942 var den förlagd till första kasernen vid kasernetablissementet i Viksäng i Västerås. År 1960 omlokaliserades skolan till Halmstad, där den förlades till Hallands flygflottiljs tidigare flottiljområde, där den blev kvar fram till att skolan upphörde 1972.

## Förbandschefer
- 1942–1972: ???

## Namn, beteckning och förläggningsort
| Flygvapnets underofficersskola    | 1942-??-??  | – | 1949-06-30? |
| Flygvapnets trupputbildningsskola | 1949-07-01? | – | 1960-09-30  |
| Flygvapnets markstridsskola       | 1960-10-01  | – | 1972-11-30  |

| FUS  | 1942-??-??  | – | 1949-06-30? |
| FTUS | 1949-07-01? | – | 1960-09-30  |
| FMS  | 1960-10-01  | – | 1972-11-30  |

| Västerås garnison (F)  | 1942-??-?? | – | 1960-09-30 |
| Halmstads garnison (F) | 1960-10-01 | – | 1972-11-30 |